# 中佃
中佃（なかつくだ）は青森県青森市の地名。1丁目、2丁目、3丁目が設置されている。郵便番号030-0963。

## 地理
青森市中心市街地東側に位置する。北で佃、東で小柳、南で南佃、西で松森に接する。地内の大半は住宅地となっている。

## 交通
域内に鉄道はない。主な道路は、次の通りである。
- 青森市都市計画道路3･3･3合浦公園通り戸山線 - 通称「明の星通り」。二丁目と三丁目の間を通り、北の合浦公園と南の戸山団地方面を結ぶ。沿道には大小の商店等が並ぶ。青森市営バス明の星高校経由戸山団地線、沢山線が通過する。
- 青森市都市計画道路3･3･5 漁港通り幸畑線 - 通称「東青森駅通り」「藤田組通り」。一丁目の西端を通り、北にある青森漁港（港町）・栄町方面と南の古館・幸畑を結ぶ。沿道には小規模の商店等のなかに住宅が点在する。青森市営バス浜館経由戸山団地線が通過する。
- 青森市都市計画道路3･4･3 蜆貝八重田線 - 青森港浜町埠頭付近から通称平和公園通りを道なりに南下し、桜川団地の南部を経由し、国道4号青森東バイパスの八重田交差点に至る。中佃地内の沿道には、病院・銀行・商店が建ち並ぶ。青森市営バス小柳線（桜川経由）が通過する。

## 歴史
- 1989年(平成元年) - 佃地区住居表示実施により、大字松森の一部が、周辺地区の一部も取り込んで中佃となる。
  - 中佃一丁目 - 松森字佃の一部
  - 中佃二丁目 - 松森字佃、田屋敷字増田、小柳字刈田の各一部
  - 中佃三丁目 - 松森字佃、小柳字刈田、浜館字見取の各一部

## 施設等
- 青森松森郵便局
- 青森市立佃中学校
- 青森みちのく銀行中佃支店
- 青い森信用金庫佃支店

ほか、生協・ドラッグストア・書店・自動車用品店等がある。